# Friedrich Hartwig (Politiker)
Friedrich Hartwig (* 13. Juli 1884 in Korbach; † 22. April 1962 ebenda) war ein deutscher Rittergutsbesitzer und Abgeordneter des Kurhessischen Kommunallandtages des preußischen Regierungsbezirks Kassel.

## Leben
Friedrich Hartwig war der Sohn des Arztes Carl Hartwig und dessen Ehefrau Emma Göllner. Er kam aus Bremen und heiratete in ein Rittergut in Thalitter ein. Seine Frau Mathilde Henriette Karola (* 1883) war die Tochter des Ökonomen und Rittergutsbesitzers Alexander Staudinger. 
In den Jahren 1922 bis 1932 hatte er als Vertreter der Hessen-Nassauischen Arbeitsgemeinschaft einen Sitz im Kurhessischen Kommunallandtag des Regierungsbezirks Kassel. Als Mitglied der Kampffront Schwarz-Weiß-Rot erhielt er 1933 ein Mandat für dieses Parlament. 